# Prosopis flexuosa
Prosopis  flexuosa é uma espécie de leguminosa do gênero Prosopis, pertencente à família Fabaceae.